# Diemet
Diemet is een sterke katoenen stof in keperbinding, waarin een patroon is geweven.
Deze stof werd in de 19e eeuw gebruikt. Deze stof kwam voor in de archieven van 1883 van de Nederlandse Hervormde Kerk, die vermeldde:
aan behoeftige gezinnen 8 el katoen, 2 el blaauwe baai en 4 el diemet te hebben bedeeld.
De 4 el diemet had een waarde van fl. 0,88.